# Сионски приорат
Сионски Приорат (фр. Prieuré de Sion) је тајно друштво које је 1956. године, у Француској основао Пјер Плантард (фр. Pierre Plantard). Шездесетих година прошлог века, Плантард је створио фиктивну историју за ту организацију, описујући је као тајно друштво које је основао Годфрид Бујонски на Сионској гори у Краљевини Јерусалим 1099. године, спајајући га са истинским историјским монашким редом, Опатија Наше Леди од Сионске Горе. У Плантардовој верзији, Приорат је био посвећен постављању тајне крвне лозе династије Меровина на престол Француске и остатка Европе. Друштво је постало познато јавности 1970-их тек након објављивања књиге „Света крв, Свети грал“, а касније је представљен и у новели „Да Винчијев код” 2003. године. Према тврдњама аутора књиге „Света крв, Свети грал”, друштво је настало још у XI-ом веку, на самом почетку Крсташких ратова. Према средњовековним легендама, сврха Приората била је да чувају Свети грал, односно, чашу коју је Исус користио за време Тајне вечере. Такође су тврдили да су, између осталог, чланови друштва, односно њихови „Велики Мајстори“ били Исак Њутн, Виктор Иго, Леонардо да Винчи, Клод Дебиси и други.
Након постанка проблема који се нашао у центру јавности у периоду од касних шездесетих до осамдесетих, мистични Сионски Приорат био је изложен као једноставна игра створена од стране Пландарда као пано за његову тврдњу да је он сам Велики Монарх ког је предвидео Нострадамус. Представљени докази о његовом историјском постојању и активностима пре 1956. откривени су као фалсификовани и подметнути на различитим локацијама у близини Француске од стране Плантарда и његових саучесника. Ипак, многе теорије завере инсистирају на веровању да је Сионски Приорат дугогодишња секта која крије тајну против државе.
Миту о Сионском Приорату новинари и ученици исцрпно су одузели углед једном од највећих завера двадесетог века. Неки скептици су изразили бригу да пролиферација и популарност књига, сајтова и филмова инспирисаних овом завером доприносе да теорије завере, псеудоисторије и друге нејасноће постану извикане. Други су узнемирени романтизмом и реакционарском идеологијом несвесно наметнутом овим делима.

## Историја
Братство је основано у граду Анмас, Горња Савоја, у источној Француској 1956. године. Француски закон о удружењима из 1901. године захтевао је да се Сионски Приорат региструје у влади; иако су статути и документи о регистрацији датирани 7. маја 1956. године, регистрација је извршена у субпрефектури Сан-Јулиан-ен-Женева(фр. Saint-Julien-en-Genevois) 25. јуна 1956. и забележена у часопису Офишл де ла Републик Франсе (фр. Journal Officiel de la République Française) 20. јула 1956. године.
Седиште Сионског Приората и његов часопис Круг (енгл. Circuit) су били смештени у Плантардовом апартману, у социјалном стамбеном блоку који је познат као Сос-Казан (фр. Sous-Cassan), новоизграђен 1956. године.
Оснивачи и потписници са својим правим и лажним именима били су Плантард такође познат као „Чајрен" (енгл. Chyren), и Андре Бонхоме (фр. André Bonhomme), такође познат као „Станис Белас". Бонхоме је био председник док је Плантард био генерални секретар. Документи за регистрацију су такође укључивали имена Жана Делевала као потпредседника и Армандa Дефагоa као благајника.
Избор имена „Сион" заснивао се на популарној локалној слици, брду јужно од Анманса у Француској, познатој као Сиононска гора, где су оснивачи намеравали да направе склониште. Приложени наслов имена је био „Chevalerie d'Institutions et Règles Catholiques d'Union Indépendante et Traditionaliste": овај наслов представља акроним CIRCUIT и преводи се на енглески као витештво католичких правила и институција независне и традиционалистичке уније.
Статути Сионског Приората указују на његову сврху да омогући и охрабри чланове да се укључе у студије и у групни социјални рад. Чланци удружења изразили су циљ стварања традиционалистичког католичког витешког реда.
Члан 7 статута Сионског Приората наводи да се од њених чланова очекивало да „врше добра дела, помогну Римокатоличкој цркви, подучавају истину, бране слабе и потлачене". Крајем 1956. године удружење је планирало да успостави партнерства са локалном католичком црквом у том подручју, која би укључивала услугу школског аутобуса којим управљају Сионски црквени самостан и црква Сан-Жозеф у Анмасу. Плантард је описан као председник Удружења станара из Анмаса у питањима Circuit.
Међутим, већина активности Сионског Приората није имала сличности са циљевима описаним у статутима: Circuit, званични часопис Сионског Prioratа, представљена је као вeст „организације за одбрану" права и слободе приступачног стамбеног простора “, а не за промовисање добротворног рада инспирисаног витештву. Први број часописа датиран је 27. маја 1956. године, а укупно је објављено дванаест питања. Неки од чланака су заузели политичку позицију на локалним изборима. Други су критиковали и чак нападали градитеље некретнина у Анмасу.
Према писму које је написао Леон Герсион (фр. Léon Guersillon), градоначелник Анмаса из 1956. године, који се налази у фасцикли са Статутом Сионског Приората из 1956. у субпрефектури Сан-Јулиан-ен-Женеве, Плантард је добио казну од шест месеци 1953. године за превару.
Формално регистровано удружење је распуштено неко време након октобра 1956. године, али је повремено обнављано из различитих разлога од стране Плантарда између 1961. и 1993. године, али само у имену и на папиру. Сионски Приорат сматра се непостојећим од стране субпрефектуре зато што нема никакве наведене активности од 1956. године. и нико, осим првобитних потписника, нема право да користити његово име у службеном својству.
Андре Бонхоме није имао никакву улогу у удружењу након 1956. године. Службено је дао оставку 1973. године када је чуо да Плантард повезује његово име са удружењем. Након Плантардове смрти 2000. године, нема никога ко је тренутно жив, који има службену дозволу да користи то име.

## Митови

### Плантардова завера
Плантард је хтео да се Сионски Приорат доживљава као престижни езотерички хришћански витешки ред, чији би чланови били људи утицаја (сива еминенција) у областима финансија, политике и филозофије, посвећени постављању „Великог Монарха", који је пророковао Нострадамус, на престо Француске. Плантардов избор псеудонима „Chyren" био је референца на „Чајрен Селин (енгл. Chyren Selin)", Нострадамусов анаграм за име ове есхатолошке фигуре.
Између 1961. и 1984. Плантард је направио митски родовник за Сионски Приорат, тврдећи да је то изданак правог католичког верског поретка смештеног у Опатији Госпе од Сионске горе, која је основана у Краљевини Јерусалиму током Првог краљевства. Крсташки рат 1099., а касније и језуити 1617. године. Често се чини да је Сионска опатија исто што и Сионска Приорат, али постоји разлика између опатије и приората. Назвавши своју оригиналну групу из 1956. „Сионски Приорат", по својој прилици је Плантарду касније дала идеју да тврди да је његова организација историјски основана од стране крсташког витеза Годфрида Бујонског на планини Сион у близини Јерусалима у средњем веку.
Штавише, Плантард је био инспирисан часописом „Les Cahiers de l'Histoire” из 1960. године, који је усмерио своје личне генеалошке тврдње, као што је пронађено у „Документи Сионског приората (енгл. Priory of Sion documents)", на меровинчког краља Дагоберта II, који је убијен у 7. веку. Усвојио је и „Et in Arcadia ego ...", мало измењену верзију латинског израза који се најпознатији појављује као наслов две слике Николаса Пусена, као мото његове породице и Сионског Приората, јер гробница која се појављује на овим сликама личила је на ону у подручју Ле Понтилса(фр. Les Pontils) у близини Ренес-Ле-Шатоа (фр. Rennes-le-Château). Ова гробница би постала симбол за његове династичке тврдње као последње наслеђе Меровинга на територији Ражета, остављено да подсети одабране који су иницирани у ове мистерије да ће се „изгубљени краљ", Дагоберт II, фигуративно вратити у облику наследног претендента.
Да би дали кредибилитет измишљеној лози, Плантард и његов пријатељ, Филип де Черисеј (фр. Philippe de Chérisey), морали су да створе „независне доказе". Тако су током шездесетих направили и депоновали серију лажних докумената, од којих је најпознатија под називом Dossiers Secrets d'Henri Lobineau („Тајни досијеи Хенрија Лобинеауа") у Националној библиотеци Француске у Паризу. Током исте деценије, Плантард је наредио де Черисеју да фалсификује два средњовековна пергамента. Ови пергаменти су садржали шифроване поруке које су се односиле на Сионски Приорат.
Они су прилагодили, и користили се у своју корист, раније лажне тврдње које је изнио Ноел Корбу (фр. Noël Corbu) да је католички свештеник по имену Беренгер Саниер (фр. Bérenger Saunière) наводно открио древне пергаменте унутар стуба док је реновирао своју цркву у Ренес-ле-Шато 1891. године. Инспирисани популарношћу медијских извештаја и књига у Француској о открићу свитака са Мртвог мора на Западној обали, надали су се да ће та иста тема привући пажњу на њихове пергаменте. Њихова верзија пергамената имала је за циљ да докаже Плантардове тврдње о Сионском Приорату као средњовековном друштву које је било извор „подземног тока" езотеризма у Европи.
Затим је Плантард позвао помоћ аутора Герарда де Седеа (фр. Gérard de Sède) да напише књигу засновану на његовим необјављеним рукописима и фалсификованим пергаментима, тврдећи да је Саниер открио везу са скривеним благом. Књига из 1967. године L'or de Rennes, ou La vie insolite de Bérenger Saunière, curé de Rennes-le-Château („Злато Ренеса, или Чудан живот Беренгера Саниереа, свештеник Ренес-ле-Шатоа"), касније је објављен на меком папиру под насловом Le Trésor Maudit de Rennes-le-Château („Проклето благо Ренес-ле-Шато") 1968. године, стекла је популарност у Француској. Укључивао је и копије пронађених пергамената (оригинали, наравно, никада нису били произведени), иако нису пружили декодиране скривене текстове који су садржани у њима. Један од латинских текстова у пергаментима копиран је из Новог завета, покушаја обнове Вулгата Џона Вордсворта и Хенрија Витеа.
Други текст је копиран из Бези рукописа. На основу коришћене формулације, може се показати да су верзије латинских текстова пронађених у пергаментима копиране из књига које су први пут објављене 1889. и 1895. године, што је проблематично с обзиром на то да је Седова књига покушавала да направи случај да су ти документи вековима стари.
Године 1969. енглески глумац и сценариста Хенри Линкн (енгл. Henry Lincoln) постао је сумњичав након што је прочитао Le Trésor Maudit. Открио је једну од шифрованих порука, у којима пише „À Dagobert II Roi et à Sion est ce trésor, et il est là mort" („Дагоберту II, краљу, а Сиону припада ово благо и он је мртав"). Ово је вероватно алузија на гробницу и светиште Сигеберта IV, правог или митског сина Дагоберта II, који не само да би доказао да се династија Меровина није завршила са краљевом смрћу, већ да је Сионски Приорат поверен са дужношћу да заштити своје реликвије као благо.
Линкн је проширио теорије завере, тако што је написао своје књиге на ту тему и инспирисао и представио три Би-Би-Си Tу хронична документарца између 1972. и 1979. о наводним мистеријама у области Ренес-ле-Шатоа. Као одговор на наговештај Герарда де Седеа, Линкн тврди да је он био и онај који је открио Тајне Досијеа (фр. Dossiers Secrets), низ посађених родословља које су се појавиле као потврда везе са изумрлом меровинском крвном линијом. Документи су тврдили да су Сионски и витезови темплари два фронта једне јединствене организације са истим руководством до 1188. године.
Писма која су постојала од шездесетих година прошлог века, написала су их Плантард, Черисеј и Седе, потврђују да су се упустили у превару. Писма описују шеме за борбу против критика њихових разних навода и начина на које би измислили нове оптужбе, како би покушали задржати превару живу. Ова писма (укупно преко 100) налазе се у власништву француског истраживача Жан-Лу Шомеја(фр. Jean-Luc Chaumeil), који је такође задржао оригиналне коверте.
У писму које је касније откривено у субпрефектури Сан-Јулиан-ен-Женеве, такође се наводи да је Плантард имао кривичну осуду као преварант.

### Света Крв и Свети Грал
Након што је прочитао Ле Тресор Мадит, Линкн је наговорио Би-би-си Ту да посвети три епизоде у својој документарној серији Chronicle на ту тему. Линкн се затим удружио са Мајклом Багентом и Ричардом Лијем за даље истраживање. То их је довело до псеудоисторијских тајни досијеа у Националној библиотеци Француске, које, иако тврде да приказују стотине година средњовековне историје, заправо су све написали Плантард и де Черисеј под псеудонимом „Филип Тоскан ду Плантјер" (фр. "Philippe Toscan du Plantier").
Несвесни да су документи фалсификовани, Линкн, Багент и Леигх су их користили као главни извор за њихову контроверзну књигу о Светој крви и Светом гралу из 1982. године, у којој су представили следеће митове као чињенице које поткрепљују своје хипотезе:
- постоји тајно друштво познато као Сионски Приорат, које има дугу историју почев од 1099. године, и имало је славне великане укључујући Леонарда да Винчија и Исака Њутна;
- створио је Витезове темпларе као своју војну армију и финансијску грану; и
- посвећена је постављању династије Меровинзи, која је владала Францима од 457. до 751. године, на пријестол Француске и остатка Европе.

Међутим, аутори су поново интерпретирали Тајне Досијеа у светлу њиховог сопственог интереса да поткопају институционално читање католичке цркве јудео-хришћанске историје. Насупрот Плантаревој почетној француско-израелској тврдњи да су Меровинзи тек потицали од Бенџаминовог племена, тврдили су да:
- Сионски Приорат штити династије Меровина јер они могу бити линеарни потомци историјског Исуса и његове наводне супруга, Марије Магдалене, која је даље пратила краља Давида;
- легендарни Свети Грал је истовремено и утроба свете Марије Магдалене и свете краљевске лозе коју је родила; и
- Црква је покушала да убије све остатке ове крвне лозе и њихових наводних чувара, катара и темплара, па су папе могли да држе епископални трон кроз апостолско наслеђе Петра без страха да ће га икада узурпирати антипопа из наследног низа Марије Магдалене.

Аутори су стога закључили да су модерни циљеви Сионског Приората:
- јавно откриће гробнице и светилишта Сигеберта IV, као и изгубљено благо храма у Јерусалиму, које наводно садржи генеалошке записе који доказују да је Меровинска династија била од Давидове линије, да олакша обнову Меровина у Француској;
- реинституционализација витештва и промоција паневропског национализма;
- успостављање теократске „Сједињених држава Европе": Свето европско царство које је политички и религиозно уједињено кроз империјални култ једног Меровинчког Великог Монарха који заузима и Европско престоље и Света столицу; и
- актуелно управљање Европом са Сионским Приоратом преко једнопартијског Европског парламента.

Аутори су у своју причу уградили и антисемитски и анти-масонски тракт познат као Протоколи сионских мудраца, закључивши да је он заправо заснован на мастер плану Сионског Приората. Представили су је као најувјерљивији доказ за постојање и деловање Сионског приорија, тврдећи да:
- оригинални текст на којем је заснована објављена верзија Протокола сионских мудраца нема никакве везе са јудаизмом или „међународном јеврејском уротом„. Он је издат од масонског тела које практикује шкотски обред који је у своје име уградио реч „Зион";
- изворни текст није био намењен да буде јавно објављен, већ је био програм за стицање контроле над слободним зидарством као део стратегије за инфилтрирање и реорганизацију цркве и државе према езотеричким кршћанским принципима;
- после неуспелог покушаја да стекне утицај на двору руског краља Николаја II, Сергеј Нилус је променио оригинални текст да би створио запаљив траг 1903. да би дискредитовао езотеричну клику око Папуса, имплицирајући да су то били јудео-масонски завереници; и
- неке есотеричке хришћанске елементе у оригиналном тексту је игнорисао Нилус и стога су остали непромењени у антисемитском канару који је објавио.

Као реакција на ову меметичку синтезу истраживачког новинарства са религиозном конспирацизмом, многи секуларни теоретичари завере додали су Сионски Приорат на њихову листи тајних друштава која сарађују или се надмећу да манипулишу политичким догађајима иза кулиса у својој понуди за светску доминацију. Неки окултисти су спекулисали да појава Сионског Плантара и Плантарда блиско прати Пророчанства М. Мајкла Нострадамуса (несвесни да их Плантард намерно покушава испунити). Хришћански есхатолози су се успротивили да је то испуњење пророчанстава пронађених у књизи Откровења и додатни доказ антихришћанске уроте епских размера.
Међутим, професионални историчари и научници из сродних области не прихватају Свету Крв и Свети Грал као озбиљну дисертацију.
Француски аутори као што су Франк Марje (фр. Franck Marie) (1978), Пeр Жарнак(фр. Pierre Jarnac) (1985), (1988), Жан-Лук Шумеј (фр. Jean-Luc Chaumeil) (1994), а однедавно и Мари-Франс Ечегуан (фр. Marie-France Etchegoin) и Фредерик Ленор (фр. Frédéric Lenoir) (2004), Масимо Интровинје (2005), Жан-Жак Беду (2005) и Бернардо Санчез Да Мота (2005), никада нису узимали Плантард и Сионски Приорат тако озбиљно као Линкн, Багент и Леj. На крају су закључили да је све то била превара, детаљно наводећи разлоге за њихову пресуду и дајући детаљне доказе да аутори Свете Крви нису свеобухватно извештавали. Они указују на то да су Линкн, Багент и Леj игнорисали ове доказе да би подупрли митску верзију историје Приората коју је развио Плантард почетком шездесетих година прошлог века након састанка аутора Герарда де Седеа.

### Месијанско наслеђе
Године 1986. Линкн, Багент и Леј објавили су The Messianic Legacy, наставак Свете Крви и Светог Грала. Аутори тврде да Сионски Приорат није само архетипска кабала, већ идеално складиште културног наслеђа јеврејског месијанизма који би могао окончати „кризу значења“ у западном свету тако што ће дати Меровинговом светом краљу месијанску фигуру у којој Запад и, у ширем смислу, човечанство може дати своје поверење. Међутим, према аутору, Плантард је веровао да је 1984. године поднео оставку на место највећег мајстора Сионског Приората и да је та организација од тада реаговала и на унутрашњу борбу за моћ између Плантарда и „англо-америчког контингента”. као и кампању убиства карактера против Плантарда у штампи и књигама које су написали скептици.

### Да Винчијев код
Као резултат најпродаванијег романа Дена Брауна из 2003. године о завери Да Винцијев код и накнадног филма из 2006. године, постојао је нови ниво јавног интереса за Сионски Приоратом. Браунов роман промовише митску верзију Приората, али одступа од коначних закључака представљених у Светој Крви и Светом Гралу. Уместо планирања стварања федералне Европе којом је владао Меровиншки свети краљ, који је настао од Исуса, Сионски Приорат покреће своје чланове у култ мистерије који жели обновити феминистичку теологију неопходну за потпуно разумевање раног хришћанства, које је наводно потиснуто од Католичке цркве. Аутор је представио ову спекулацију као чињеницу у свом предавању о фикцији, као и у његовим јавним наступима и интервјуима.
Штавише, у свом наставку из 1987. Месијанско наслеђе, Линкн, Багент и Леј су предложили да је постојао тренутни сукоб између Сионског Приората и Сувереног Малтешког витешког реда, за који су нагађали да је можда настао из раног ривалства између темплара и хоспиталаца током крсташких ратова. Међутим, за драматичну структуру Да Винцијевог кода, Браун је изабрао контроверзну католичку личну прелатуру Опус Деј као Асасинијевог непријатеља Сионског Приората, упркос чињеници да ниједан аутор никада није тврдио да постоји сукоб између ове две групе.

## Велики Мајстори
Митску верзију Сионског Приората, о којој се говорило током шездесетих година, наводно је водио Наутониер, старо-француска реч за навигатора, што значи Велики мајстор у њиховој унутрашњој езотеричкој номенклатури. Следећи списак Великих Мајстора потиче од Тајни Досијеа д' Хенри Лобинеа коју је саставио Плантард под називом „”1967. Сви они који су наведени на овој листи умрли су пре тог датума. Сви осим два су такође пронађени на листама наводних „императора" (врховних поглавара) и „истакнутих чланова" древног мистичног реда Росеа Круциса који је циркулисао у Француској у време када је Плантард био у контакту са овим Розенкројцеровим редом. Већина њих има заједничку нит познавања по томе што имају интерес за окултно или јересија.
Тајне Досијеа су тврдиле да је Сионски витез и витезови темплари увијек дијелили истог Великог Мајстора док се није десио раскол током инцидента "Резање бријеста" 1188. Након тог догађаја, Велики Мајстори Сионског Сиона су наведени у Француски као:
1. Jean de Gisors (1188–1220)
2. Marie de Saint-Clair (1220–1266)
3. Guillaume de Gisors (1266–1307)
4. Edouard de Bar (1307–1336)
5. Jeanne de Bar (1336–1351)
6. Jean de Saint-Clair (1351–1366)
7. Blanche d'Évreux (1366–1398)
8. Nicolas Flamel (1398–1418)
9. René d'Anjou (1418–1480)
10. Iolande de Bar (1480–1483)
11. Sandro Botticelli (1483–1510)
12. Leonardo da Vinci (1510–1519)
13. Connétable de Bourbon (1519–1527)
14. Ferrante I Gonzaga (1527–1575)
15. Ludovico Gonzaga (1575–1595)
16. Robert Fludd (1595–1637)
17. J. Valentin Andrea (1637–1654)
18. Robert Boyle (1654–1691)
19. Isaac Newton (1691–1727)
20. Charles Radclyffe (1727–1746)
21. Charles de Lorraine (1746–1780)
22. Максимилијан де Лорен (1780–1801)
23. Шарл Нодје (1801–1844)
24. Victor Hugo (1844–1885)
25. Клод Дебиси (1885–1918)
26. Жан Кокто (1918–1963)